# Ivana Jakubcová
Ivana Jakubcová (Bratislava, 20 agosto 1994) è una cestista slovacca.

## Carriera
Con la Slovacchia ha disputato due edizioni dei Campionati europei (2021, 2023).